# مانتا میراژ
مانتا میراژ (Manta Mirage) خودرویی است که در سال‌های ۱۹۷۴ تا ۱۹۸۶تولید شده‌است. 
این خودرو در کلاس خودرو اسپورت قرار گرفته و طراحی آن خودروهای موتور وسط عقب-محور عقب بوده وزن آن در حالت طبیعی ۱٬۹۰۰ پوند (۸۶۲ کیلوگرم) است. 